# Dolmen des Dormans
Le dolmen des Dormans, appelée aussi Pierre levée, est un dolmen situé à Épieds, dans le département français de Maine-et-Loire.

## Protection
L'édifice est classé au titre des monuments historiques en 1983.

## Description
L'édifice est très ruiné et ne comporte plus que trois dalles en grès visibles au sol.
« En Anjou, comme dans l'Aube, les dormants sont de grandes dalles de pierre ».